# Матчи сборной Москвы по футболу (1912)
Сезон 1912 года стал 6-м в истории сборной Москвы по футболу.
В нем сборная провела 10 официальных матчей — 6 международных и 4 внутренних междугородних (в том числе 3 соревновательных в рамках Чемпионата Российской империи 1912 года), а также 2 неофициальных.

## Классификация матчей
По установившейся в отечественной футбольной истории традиции официальными принято считать матчи первой сборной с эквивалентным по статусу соперником (сборные городов, а также регионов и республик); матчи с клубами Москвы и других городов составляют отдельную категорию матчей.
Международные матчи также разделяются на две категории: матчи с соперниками топ-уровня (в составах которых выступали футболисты, входящие в национальные сборные либо выступающие в чемпионатах (лигах) высшего соревновательного уровня своих стран — как профессионалы, так и любители) и (начиная с 1920-х годов) международные матчи с так называемыми «рабочими» командами (состоявшими, как правило, из любителей невысокого уровня).

## Статистика сезона
| 1912           |                           |      |
| МН 5           | Москва — Финляндия        | 2:7  |
| МН 6           | Москва — Финляндия        | 1:1  |
| МН 7           | Москва — Финляндия        | 2:4  |
| Н (1)          | Москва (неоф) — Финляндия | 1:5  |
| МГ 7           | Москва — Санкт-Петербург  | 2:2  |
| МН 8           | Москва — Венгрия          | 0:9  |
| С 1            | Москва — Харьков          | 6:1  |
| С 2            | Москва — Санкт-Петербург  | 2:2  |
| МН 9           | Москва — «Хольштайн» Киль | 1:10 |
| МН 10          | Москва — «Хольштайн» Киль | 0:3  |
| С 3            | Москва — Санкт-Петербург  | 1:4  |
| Н (2)          | Москва — КС «Орехово»     | 0:2  |
| Итого          |                           |      |
| И В Н П М      |                           |      |
| 10 1 3 6 15−43 |                           |      |
| 2 0 2 1−7      |                           |      |

## Официальные матчи

### 11. Москва — Финляндия — 2:7
Международный товарищеский матч 5 (отчет )

| Москва                                | 2:7 | Финляндия                                                    |
| ------------------------------------- | --- | ------------------------------------------------------------ |
| - Т.Джонс 15′ 58' (пен.) - Ньюман 47′ |     | - 3′ 36′ Викстрём - 9′ 51′ Нююссёнен - 10′ ? - 64′ ? - 76′ ? |

| Игрок           | Клуб                |     | Вышел на замену | Гол  |
| --------------- | ------------------- | --- | --------------- | ---- |
| Томас, Н.       | «Британский» КС     | х 7 | 1               | (-7) |
|                 |                     |     |                 |      |
| Эйдж, Генри     | «Замоскворецкий» КС |     | 1               |      |
| Паркер, Артур   | «Британский» КС     |     | 4               |      |
|                 |                     |     |                 |      |
| Эллисон, А.     | «Замоскворецкий» КС |     | 4               |      |
| Казалет, Роланд | «Замоскворецкий» КС |     | 1               |      |
| Чарнок, Эдвард  | КС «Орехово»        |     | 3               |      |
|                 |                     |     |                 |      |
| Томлинсон, А.   | КС «Орехово»        |     | 2               |      |
| Дикин, С        | КС «Орехово»        |     | 1               |      |
| Джонс, Томас    | «Британский» КС     | Гол | 3               | 2    |
| Ньюман, Гарри   | «Британский» КС     | Гол | 4               | 5    |
| Ланн, Д.        | «Британский» КС     |     | 2               |      |

| Финляндия  |           |
| ---------- | --------- |
| Хольмстрём |           |
|            |           |
| Холопайнен |           |
| Лёфгрен    |           |
|            |           |
| Э.Сойнио   |           |
| К.Сойнио   |           |
| Лиетола    |           |
|            |           |
| Таннер     |           |
| Викстрём   | Гол · Гол |
| Нююссёнен  | Гол · Гол |
| Ёман       |           |
| Ниска      |           |

|  |  |

### 12. Москва — Финляндия — 1:1
Международный товарищеский матч 6 (отчет )

| Москва              | 1:1 | Финляндия         |
| ------------------- | --- | ----------------- |
| - Лёфгрен 3′ (авт.) |     | - 13′ (авт.) Ромм |

| Игрок               | Клуб                |                | Вышел на замену | Гол  |
| ------------------- | ------------------- | -------------- | --------------- | ---- |
| Фаворский, Лев      | «Сокольнический» КС | Серебряный гол | 1               | (-1) |
|                     |                     |                |                 |      |
| Ромм, Михаил        | «Сокольнический» КС |                | 4               |      |
| Миндер, Владимир    | «Унион»             |                | 1               |      |
|                     |                     |                |                 |      |
| Филатов II, Сергей  | «Замоскворецкий» КС |                | 4               |      |
| Житков              | КФ «Сокольники»     |                | 1               |      |
| Калмыков, Николай   | «Унион»             |                | 1               |      |
|                     |                     |                |                 |      |
| Смирнов, Михаил     | «Сокольнический» КС |                | 2               |      |
| Дальский, В.        | «Унион»             |                | 1               |      |
| Филиппов, Александр | КФ «Сокольники»     |                | 3               | 3    |
| Житарев, Василий    | «Замоскворецкий» КС |                | 2               |      |
| Мишин, Анатолий     | КС «Орехово»        |                | 2               |      |

| Финляндия  |  |
| ---------- |  |
| Хольмстрём |  |
|            |  |
| Саксель    |  |
| Лёфгрен    |  |
|            |  |
| Э.Сойнио   |  |
| К.Сойнио   |  |
| Лиетола    |  |
|            |  |
| Таннер     |  |
| Викстрём   |  |
| Нююссёнен  |  |
| Ёман       |  |
| Ниска      |  |

### 13. Москва — Финляндия — 0:4
Международный товарищеский матч 7 (отчет )

| Москва | 0:4 | Финляндия                                         |
| ------ | --- | ------------------------------------------------- |
|        |     | - 35′ 53′ Нююссёнен - 43′ (авт.) Ромм - 50′ Ниска |

| Игрок               | Клуб                |                                                                   | Вышел на замену | Гол  |
| ------------------- | ------------------- | ----------------------------------------------------------------- | --------------- | ---- |
| Фаворский, Лев      | «Сокольнический» КС | Серебряный гол · Серебряный гол · Серебряный гол · Серебряный гол | 2               | (-5) |
|                     |                     |                                                                   |                 |      |
| Ромм, Михаил        | «Сокольнический» КС |                                                                   | 5               |      |
| Паркер, Артур       | «Британский» КС     |                                                                   | 5               |      |
|                     |                     |                                                                   |                 |      |
| Акимов, Андрей      | КС «Орехово»        |                                                                   | 1               |      |
| Ньюман, Гарри       | «Британский» КС     |                                                                   | 5               | 5    |
| Чарнок, Эдвард      | КС «Орехово»        |                                                                   | 4               |      |
|                     |                     |                                                                   |                 |      |
| Смирнов, Михаил     | «Сокольнический» КС |                                                                   | 3               |      |
| Дикин, С            | КС «Орехово»        |                                                                   | 2               |      |
| Филиппов, Александр | КФ «Сокольники»     |                                                                   | 4               | 3    |
| Ланн, Д.            | «Британский» КС     |                                                                   | 3               |      |
| Розанов, Фёдор      | «Мамонтовка»        |                                                                   | 6               | 1    |

| Финляндия  |           |
| ---------- | --------- |
| Хольмстрём |           |
|            |           |
| Саксель    |           |
| Лёфгрен    |           |
|            |           |
| Э.Сойнио   |           |
| К.Сойнио   |           |
| Лиетола    |           |
|            |           |
| Таннер     |           |
| Викстрём   |           |
| Нююссёнен  | Гол · Гол |
| Ёман       |           |
| Ниска      | Гол       |

|  |  |

### 14. Москва — Санкт-Петербург — 2:2
Междугородний товарищеский матч 7 (отчет )

| Москва                       | 2:2 | Санкт-Петербург                        |
| ---------------------------- | --- | -------------------------------------- |
| - А.Филиппов 70′ - Манин 82′ |     | - 20′ (пен.) П.Соколов - 87′ В.Бутусов |

| Игрок               | Клуб                |                                 | Вышел на замену | Гол  |
| ------------------- | ------------------- | ------------------------------- | --------------- | ---- |
| Фаворский, Лев      | «Сокольнический» КС | Серебряный гол · Серебряный гол | 3               | (-7) |
|                     |                     |                                 |                 |      |
| Ромм, Михаил        | «Сокольнический» КС |                                 | 6               |      |
| Римша, Федор        | «Сокольнический» КС |                                 | 1               |      |
|                     |                     |                                 |                 |      |
| Филатов II, Сергей  | «Замоскворецкий» КС |                                 | 5               |      |
| Акимов, Андрей      | КС «Орехово»        |                                 | 2               |      |
| Кынин, Николай      | КС «Орехово»        |                                 | 3               |      |
|                     |                     |                                 |                 |      |
| Смирнов, Михаил     | «Унион»             |                                 | 4               |      |
| Манин, Борис        | «Унион»             | Гол                             | 1               | 1    |
| Филиппов, Александр | КФ «Сокольники»     | Гол                             | 5               | 4    |
| Житарев, Василий    | «Замоскворецкий» КС |                                 | 3               |      |
| Розанов, Фёдор      | «Мамонтовка»        |                                 | 7               | 1    |

| Санкт-Петербург |     |
| --------------- | --- |
| Борейша, Пётр   |     |
|                 |     |
| П.Соколов       | Гол |
| Марков          |     |
|                 |     |
| Яковлев         |     |
| Хромов          |     |
| Власенко        |     |
|                 |     |
| Суворов         |     |
| П.Сорокин       |     |
| В.Бутусов       | Гол |
| Г.Никитин       |     |
| С.Филиппов      |     |

### 15. Москва — Венгрия — 0:9
Международный товарищеский матч 8 (отчет )

| Москва | 0:9 | Венгрия                                                                  |
| ------ | --- | ------------------------------------------------------------------------ |
|        |     | - 10′ 42′ 50′ 77′ (пен.) Патаки - 44′ 59′ Шлоссер - 48′ 54′ 84′ В.Кертес |

| Игрок                  | Клуб                |         | Вышел на замену | Гол   |
| ---------------------- | ------------------- | ------- | --------------- | ----- |
| Фаворский, Лев         | «Сокольнический» КС | х 9 85' | 4               | (-16) |
|                        |                     |         |                 |       |
| Паркер, Артур          | «Британский» КС     |         | 6               |       |
| Римша, Федор           | «Сокольнический» КС |         | 2               |       |
|                        |                     |         |                 |       |
| Акимов, Андрей         | КС «Орехово»        |         | 3               |       |
| Ньюман, Гарри          | «Британский» КС     |         | 6               | 5     |
| Воздвиженский, Иван    | «Замоскворецкий» КС |         | 1               |       |
|                        |                     |         |                 |       |
| Смирнов, Михаил        | «Унион»             |         | 5               |       |
| Сысоев, Валентин       | «Замоскворецкий» КС |         | 1               |       |
| Чарнок, Уильям "Вилли" | КС «Орехово»        |         | 4               |       |
| Ланн, Д.               | «Британский» КС     |         | 4               |       |
| Томас, Эдвард          | «Британский» КС     | 85'     | 2               |       |

| Венгрия         |                       |
| --------------- | --------------------- |
| Жак, Карой      |                       |
|                 |                       |
| Румбольд, Дьюла |                       |
| Ревес, Бела     |                       |
|                 |                       |
| Биро, Дьюла     |                       |
| Ваго, Анталь    |                       |
| Блум, Зольтан   |                       |
|                 |                       |
| Шебештьен, Бела |                       |
| Кертес, Вильмош | Гол · Гол · Гол       |
| Патаки, Михай   | Гол · Гол · Гол · Гол |
| Шлоссер, Имре   | Гол · Гол             |
| Борбаш, Гашпар  |                       |

|  |

### 16. Москва — Харьков — 6:1
Соревновательный матч 1 — Чемпионат Российской империи 1912, 1/2 финала (отчет )

| Москва                                       | 6:1 | Харьков         |
| -------------------------------------------- | --- | --------------- |
| - Манин 1:0′ - Ньюман - Ланн (пен.) - Акимов |     | - 1:1′ (пен.) ? |

| Игрок                 | Клуб            |                | Вышел на замену | Гол  |
| --------------------- | --------------- | -------------- | --------------- | ---- |
| Матрин, Дмитрий       | «Унион»         | Серебряный гол | 1               | (-1) |
|                       |                 |                |                 |      |
| Иванов, Владимир      | «Унион»         |                | 2               |      |
| Миндер, Владимир      | «Унион»         |                | 2               |      |
|                       |                 |                |                 |      |
| Акимов, Андрей        | КС «Орехово»    | Гол            | 4               | 1    |
| Фельгенгауэр, Василий | «Унион»         |                | 1               |      |
| Кынин, Николай        | КС «Орехово»    |                | 4               |      |
|                       |                 |                |                 |      |
| Смирнов, Михаил       | «Унион»         |                | 6               |      |
| Ньюман, Гарри         | «Британский» КС | Гол · Гол      | 7               | 7    |
| Манин, Борис          | «Унион»         | Гол · Гол      | 2               | 3    |
| Ланн, Д.              | «Британский» КС | Гол            | 5               | 1    |
| Смирнов, Леонид       | «Унион»         |                | 2               |      |

| Харьков      |  |
| ------------ |  |
| Заболотный   |  |
|              |  |
| Ван ден Берг |  |
| В.Виннинг    |  |
|              |  |
| Грабовский   |  |
| Круглик      |  |
| Смит         |  |
|              |  |
| Домбровский  |  |
| Силевич      |  |
| Матье        |  |
| Д.Виннинг    |  |
| Крамаревский |  |

|  |

### 17. Москва — Санкт-Петербург — 2:2
Соревновательный матч 2 — Чемпионат Российской империи 1912, финал (отчет )

| Москва                                    | 2:2 (от) | Санкт-Петербург              |
| ----------------------------------------- | -------- | ---------------------------- |
| - Манин 45′ - Ньюман 55′ - Ланн 48'(пен.) |          | - 35′ Суворов - 75′ И.Егоров |

| Игрок                  | Клуб            |                                 | Вышел на замену | Гол  |
| ---------------------- | --------------- | ------------------------------- | --------------- | ---- |
| Матрин, Дмитрий        | «Унион»         | Серебряный гол · Серебряный гол | 2               | (-3) |
|                        |                 |                                 |                 |      |
| Джонс, Томас           | «Британский» КС |                                 | 4               | 2    |
| Паркер, Артур          | «Британский» КС |                                 | 7               |      |
|                        |                 |                                 |                 |      |
| Акимов, Андрей         | КС «Орехово»    |                                 | 5               | 1    |
| Фельгенгауэр, Василий  | «Унион»         |                                 | 2               |      |
| Дикин, С               | КС «Орехово»    |                                 | 3               |      |
|                        |                 |                                 |                 |      |
| Смирнов, Михаил        | «Унион»         |                                 | 7               |      |
| Ньюман, Гарри          | «Британский» КС | Гол                             | 8               | 8    |
| Манин, Борис           | «Унион»         | Гол                             | 3               | 4    |
| Ланн, Д.               | «Британский» КС |                                 | 6               | 1    |
| Чарнок, Уильям "Вилли" | КС «Орехово»    |                                 | 5               |      |

| Санкт-Петербург |     |
| --------------- | --- |
| Борейша, Пётр   |     |
|                 |     |
| П.Соколов       |     |
| Стэнфорд        |     |
|                 |     |
| Уверский        |     |
| Хромов          |     |
| Монро           |     |
|                 |     |
| И.Егоров        | Гол |
| Суворов         | Гол |
| В.Бутусов       |     |
| Гриллинг        |     |
| С.Филиппов      |     |

|  |  |

### 18. Москва — «Хольштайн» Киль — 1:10
Международный товарищеский матч 9 (отчет )

| Москва       | 1:10 | «Хольштайн» Киль |
| ------------ | ---- | ---------------- |
| - Сысоев 84′ |      |                  |

| Игрок               | Клуб                |      | Вышел на замену | Гол   |
| ------------------- | ------------------- | ---- | --------------- | ----- |
| Бабыкин, Сергей     | «Замоскворецкий» КС | х 10 | 1               | (-10) |
|                     |                     |      |                 |       |
| Миндер, Владимир    | «Унион»             |      | 3               |       |
| Савостьянов, Н.     | КФ «Сокольники»     |      | 1               |       |
|                     |                     |      |                 |       |
| Акимов, Андрей      | КС «Орехово»        |      | 6               | 1     |
| Горшков             | «Новогиреево»       |      | 1               |       |
| Воздвиженский, Иван | «Замоскворецкий» КС |      | 2               |       |
|                     |                     |      |                 |       |
| Смирнов, Михаил     | «Унион»             |      | 8               |       |
| Сысоев, Валентин    | «Замоскворецкий» КС | Гол  | 2               | 1     |
| Манин, Борис        | «Унион»             |      | 4               | 4     |
| Житарев, Василий    | «Замоскворецкий» КС |      | 4               |       |
| Варенцов, Марк      | «Замоскворецкий» КС |      | 1               |       |

| Санкт-Петербург |  |
| --------------- |  |
| Вернер          |  |
|                 |  |
| Гомайстер       |  |
| Резе            |  |
|                 |  |
| ?               |  |
| ?               |  |
| Грогманн        |  |
|                 |  |
| Виггерт         |  |
| Мёллер          |  |
| ?               |  |
| ?               |  |
| Бёрк            |  |

|  |

### 19. Москва — «Хольштайн» Киль — 0:3
Международный товарищеский матч 10 (отчет )

| Москва | 0:3 | «Хольштайн» Киль |
| ------ | --- | ---------------- |
|        |     |                  |

| Игрок                  | Клуб                |                                                  | Вышел на замену | Гол  |
| ---------------------- | ------------------- | ------------------------------------------------ | --------------- | ---- |
| Матрин, Дмитрий        | «Унион»             | Серебряный гол · Серебряный гол · Серебряный гол | 3               | (-6) |
|                        |                     |                                                  |                 |      |
| Миндер, Владимир       | «Унион»             |                                                  | 4               |      |
| Паркер, Артур          | «Британский» КС     |                                                  | 8               |      |
|                        |                     |                                                  |                 |      |
| Акимов, Андрей         | КС «Орехово»        |                                                  | 7               | 1    |
| Ньюман, Гарри          | «Британский» КС     |                                                  | 9               | 8    |
| Чарнок, Эдвард         | КС «Орехово»        |                                                  | 5               |      |
|                        |                     |                                                  |                 |      |
| Смирнов, Михаил        | «Унион»             |                                                  | 9               |      |
| Дикин, С               | КС «Орехово»        |                                                  | 4               |      |
| Чарнок, Уильям "Вилли" | КС «Орехово»        |                                                  | 6               |      |
| Ланн, Д.               | «Британский» КС     |                                                  | 7               | 1    |
| Ирвинг, Джеймс         | «Замоскворецкий» КС |                                                  | 1               |      |

| Санкт-Петербург |  |
| --------------- |  |
| Вернер          |  |
|                 |  |
| Гомайстер       |  |
| Резе            |  |
|                 |  |
| ?               |  |
| ?               |  |
| Грогманн        |  |
|                 |  |
| Виггерт         |  |
| Мёллер          |  |
| ?               |  |
| ?               |  |
| Бёрк            |  |

|  |  |  |

### 20. Москва — Санкт-Петербург — 1:4
Соревновательный матч 3 — Чемпионат Российской империи 1912, финал (отчет )

| Москва                          | 1:4 | Санкт-Петербург                                                |
| ------------------------------- | --- | -------------------------------------------------------------- |
| - Ланн 15′ - Э.Чарнок 87'(пен.) |     | - 6′ Монро - 59′ В.Бутусов - 77′ Виберг - 82′ (пен.) П.Соколов |

| Игрок                  | Клуб            |                                                                   | Вышел на замену | Гол   |
| ---------------------- | --------------- | ----------------------------------------------------------------- | --------------- | ----- |
| Матрин, Дмитрий        | «Унион»         | Серебряный гол · Серебряный гол · Серебряный гол · Серебряный гол | 4               | (-10) |
|                        |                 |                                                                   |                 |       |
| Джонс, Томас           | «Британский» КС |                                                                   | 5               | 2     |
| Паркер, Артур          | «Британский» КС |                                                                   | 9               |       |
|                        |                 |                                                                   |                 |       |
| Акимов, Андрей         | КС «Орехово»    |                                                                   | 8               | 1     |
| Дикин, С               | КС «Орехово»    |                                                                   | 5               |       |
| Чарнок, Эдвард         | КС «Орехово»    |                                                                   | 6               |       |
|                        |                 |                                                                   |                 |       |
| Смирнов, Михаил        | «Унион»         |                                                                   | 10              |       |
| Ньюман, Гарри          | «Британский» КС |                                                                   | 10              | 8     |
| Чарнок, Уильям "Вилли" | КС «Орехово»    |                                                                   | 7               |       |
| Ланн, Д.               | «Британский» КС | Гол                                                               | 8               | 2     |
| Бонд, Т.               | КС «Орехово»    |                                                                   | 1               |       |

| Санкт-Петербург |     |
| --------------- | --- |
| Борейша, Пётр   |     |
|                 |     |
| Соколов, Пётр   | Гол |
| Марков          |     |
|                 |     |
| Уверский        |     |
| Стэнфорд        |     |
| Хромов          |     |
|                 |     |
| Эндрю           |     |
| Виберг, Брор    | Гол |
| В.Бутусов       | Гол |
| Монро           | Гол |
| С.Филиппов      |     |

|  |  |  |

## Неофициальные матчи
1. Матч со сборной Финляндии сборной Москвы, составленной частным образом
| Москва | 1:5 | Финляндия               |
| ------ | --- | ----------------------- |
|        |     | - 7′ 0:2′ 0:3′ Викстрём |

| Москва: Гебхард (БКС) – Паркер (БКС), Р.Казалет (БКС) – Воздвиженский (ЗКС), Б.Зейдель («Унион»), Грант (БКС) - Мэни (БКС), Манин («Унион»), Ньюман (БКС), Э.Томас (БКС), Ф.Розанов («Мамонтовка») Финляндия: Хольмстрём - Саксель, Лёфгрен - Э.Сойнио, К.Сойнио, Лиетола - Таннер, Викстрём, Нююссёнен, Ёмен, Ниска |

2. Традиционный матч «чемпион - сборная турнира» Чемпионата Москвы 1912 года
| Москва | 0:2 | КС «Орехово»                |
| ------ | --- | --------------------------- |
|        |     | - 35′ Дикин - 55′ Томлинсон |

| Москва: Матрин - Т.Джонс, Н.Савостьянов - Элиссон, Ньюман, Фельгенгауэр - М.Смирнов, В.Сысоев, Манин, Житарев, П.Золкин КС «Орехово»: Гринвуд - Савинцев, В.Мишин - А.Акимов, Дж.Чарнок, Э.Чарнок - Томлинсон, Дикин, В.Чарнок, А.Мишин, Бонд |

|  |

## Комментарии
1. ↑  Имеется в виду сборная сильнейшего состава без формальных ограничений — в отличие от второй, третьей и т. д. (дублёров), а также ведомственных (например, сборной профсоюзов или военного ведомства)
2. ↑  Регионы бывшей РСФСР — например, сборная Северного Кавказа; республики бывшего СССР — например, сборная Украинской ССР
3. ↑  Лёфгрен срезал в свои ворота прострел М.Смирнова, который, судя по описаниям, в створ ворот не шел; тем не менее, некоторые источники отдают авторство гола М.Смирнову.
4. ↑  В игровой ситуации Фаворский выбивал мяч и тот рикошетом от кого-то из игроков попал в ворота; журнал «Къ Спорту!» полагает, что от финского нападающего, М.Ромм в своих воспоминаниях утверждает, что от его спины